# Alpamayo
Alpamayo é um pico da Cordilheira Branca localizado no nos Andes de Ancash, Peru.